# Juan Manuel Tenuta
Juan Manuel Tenuta, né le 23 janvier 1924 à Fray Bentos en Uruguay et mort le 5 novembre 2013 (à 89 ans) à Buenos Aires en Argentine, est un acteur uruguayen. Il est le père de l'actrice Andrea Tenuta.

## Biographie
Natif de Fray Bentos, sa famille déménage à Montevideo en 1935. Dans sa jeunesse, avec le soutien des siens, le jeune Tenuta travaille dans des compagnies théâtrales itinérantes. Il se rend au Chili avec Rosita Baffico et Bruno Musitelli, et se lie d'amitié avec le poète Pablo Neruda et sa femme de nationalité argentine, Delia del Carril Anchorena. Tenuta accompagne Neruda dans sa première campagne politique au début des années 1940.
Après un passage en Argentine, pays pour lequel il éprouve une grande admiration, il revient à Montevideo où il poursuit son métier d'acteur au théâtre, mais aussi à la radio. Il cofonde l'Institut théâtral El Galpón en 1949, qui devient le quartier général de plusieurs artistes populaires, comme la poétesse Idea Vilariño. L'établissement est fermé sous la dictature militaire qui dirige le pays à partir de 1973. Sur scène, Juan fait la rencontre de l'actrice Adela Gleijer, avec qui il se marie en 1961. De leur union, naît une fille, Andrea.
Chef de l'Union des acteurs dans son pays, Juan Manuel Tenuta est contraint de fuir l'Uruguay à la suite de l'arrestation et de la torture de plusieurs collègues artistes. Il trouve refuge en Argentine à partir de 1974. Sa carrière, jusqu'alors principalement théâtrale, s'oriente davantage vers le cinéma et la télévision. 
Installé à Buenos Aires, Tenuta joue au Teatro del Centro dans la pièce How much is your Iron ? du dramaturge Bertolt Brecht. Il devient rapidement un acteur populaire en Argentine, aussi bien au cinéma dans le film culte Esperando la carroza (1985), le drame historique La Noche de los Lápices (1986), ou encore De eso no se habla (1996), que sur le petit écran, notamment dans les séries télévisées De carne somos, Como pan caliente ou Los machos de América. 
Il publie sa biographie en 2005, Antes que me olvide, coécrite avec le journaliste Héctor Puyo.
Juan Manuel Tenuta meurt le 5 novembre 2013, à 89 ans, des suites d'une chute.

## Filmographie

### Cinéma
- 1965 : Viaje de una noche de verano
- 1966 : Moi d'abord
- 1967 : Gente conmigo
- 1968 : Las ruteras
- 1968 : Crimen sin olvido
- 1969 : Kuma Ching
- 1970 : La fidelidad
- 1971 : Así es Buenos Aires
- 1973 : La casa del amor
- 1974 : Clínica con música
- 1975 : Las sorpresas (segment Corazonada)
- 1976 : No toquen a la nena
- 1979 : Contragolpe
- 1979 : Cuatro pícaros bomberos
- 1979 : La aventura de los paraguas asesinos
- 1980 : Bárbara
- 1981 : El hombre del subsuelo : Gallo Vanasco
- 1982 : La magia de Los Parchís
- 1982 : Las aventuras de Los Parchís (non crédité)
- 1984 : Camila
- 1984 : Asesinato en el senado de la nación
- 1985 : Esperando la carroza : Sergio
- 1986 : La noche de los lápices : Rector 'La Legión'
- 1986 : Chechechela, una chica de barrio
- 1987 : La clínica del Dr. Cureta
- 1989 : Bañeros II, la playa loca
- 1990 : La pandilla aventurera
- 1990 : Casi no nos dimos cuenta
- 1992 : Siempre es difícil volver a casa
- 1992 : ¿Dónde estás amor de mi vida que no te puedo encontrar? : le père de Fernández
- 1993 : De eso no se habla : le chef de la police
- 1996 : Ojos de amatista
- 1997 : Gardel; ecos del silencio
- 1997 : Momentos robados : crédité comme Juan M. Tenuta
- 2001 : Maldita cocaína - Cacería en Punta del Este : Víctor Trejos
- 2004 : Historias breves IV: Te llevo en la sangre (court-métrage) : Neldo Seminenga
- 2005 : Condón Express : Maître de cirque
- 2005 : Le Bouddha de Buenos Aires : Juan
- 2005 : Días de mucho, vísperas de nada
- 2006 : Cara de queso 'mi primer ghetto : Mollo
- 2007 : Yo la recuerdo ahora : Candido
- 2008 : El cine de Maite
- 2009 : Esperando la carroza 2: Se acabó la fiesta : Sergio Musicardi
- 2009 : Andrés no quiere dormir la siesta : Antonio
- 2009 : Una cita, una fiesta y un gato negro : Abuelo
- 2010 : Rita y Li

### Télévision
- 1979 : Mañana puedo morir (TV)
- 1981 : Los chicos crecen (TV)
- 1982 : Viva América (série TV)
- 1982 : Cien días de Ana (série TV)
- 1982 : Rebelde y solitario (série TV)
- 1983 : La sociedad conyugal (série TV)
- 1983 : Cara a cara (série TV)
- 1984 : Amo y señor (série TV)
- 1987 : Tu mundo y el mío (série TV)
- 1988 : De carne somos (série TV)
- 1989 : Rebelde (série TV) : Mariano
- 1990 : Pobre diabla (série TV) : Mauro Morelli
- 1992 : La elegida (série TV) : César
- 1992 : Princesa (série TV)
- 1994 : Cara bonita (série TV) : Mauricio
- 1996 : Como pan caliente (série TV)
- 1996 : El último verano (série TV)
- 1997 : Naranja y media (série TV)
- 1998 : Te quiero, te quiero (série TV)
- 1999 : El hombre (mini-série) : Don Gregorio Maciel (non crédité)
- 1999 : Trillizos, ¡dijo la partera! (série TV)
- 2000 : Los buscas de siempre (série TV)
- 2000 : Tiempofinal (mini-série) : Díaz l'électricien (épisode Electricista)
- 2002 : Máximo corazón (série TV) : Américo Martinelli
- 2004 : Los machos de América (série TV)
- 2005 : 0800 no llames (mini-série TV)
- 2007 : Mujeres de nadie (série TV) : Don Atilio